# Білилівський район
Білилівський район — адміністративно-територіальна одиниця УСРР, існував з 1923 по 1925 роки в складі Бердичівської округи Київської губернії. Районний центр — село Білилівка.

## Історія та адміністративний устрій
Район було утворено 7 березня 1923 року у складі Бердичівської округи, у складі 16 сільських рад колишніх Білилівської (Білилівська, Голубівська, Городоцька, Дерганівська, Зарудинецька, Кордонівська, Огіївська сільські ради) та Ширмівської (Княжиківська, Кулішівська, Немиринецька, Свитинецька, Соснівська, Степанківська, Талалаївська, Ширмівська, Лещинська, Люлинецька сільські ради) волостей Бердичівського повіту.
27 березня 1925 року Блажиївську та Дубово-Махаринецьку сільські ради було передано зі складу Козятинського району, натомість до складу Погребищенського району перейшли Кулішівська та Степанківська сільські ради.
Район було ліквідовано 17 червня 1925 року. Сільські ради було розподілено між трьома районами — 9 сільрад (Білилівську, Голубівську, Городоцьку, Дерганівську, Зарудинецьку, Княжиківську, Кордонівську, Немиринецьку, Огіївську) було приєднано до Ружинського району, 6 сільрад (Лещинську, Люлинецьку, Свитинецьку, Соснівську, Талалаївську, Ширмівську) до Погребищенського району та 2 сільради (Блажиївська та Дубово-Махаринецька) до Козятинського району.